# Matts Liljefors
Pontus Matthias "Matts" Liljefors, född 19 oktober 1896 i Stockholm, död där 9 april 1947, var en svensk bergsingenjör.
Matts Liljefors var son till chefsingenjören vid Sala silvergruva Pontus Julius Liljefors och brorson till Ruben och Bruno Liljefors. Han avlade studentexamen i Uppsala 1916 och utexaminerades från Tekniska högskolan som bergsingenjör 1923. Han reste till Kina 1925 för att sätta upp Renerfelts elektriska stålugnar vid den stora arsenalen i Mukden och blev sedan anmodad att kvarstanna som ledare för deras drift. Efter det japanska anfallet 1931 tvingades han lämna Mukden och kom efterhand till Peking. På officiellt uppdrag undersökte han mineral-, malm- och koltillgångar i vissa delar av Kina, och nära Chungking uppfördes under hans ledning på uppdrag av den provinsiella regeringen ett stålverk med elektrisk ugn, färdigt 1934, vilket under hans ledning producerade stål med kinesiskt tackjärn och kol som råmaterial. Då kinesiska regeringen 1937 flyttades till Chungking, övertog den stålverket med Liljefors som fortsatt ledare, och det förblev under hela kriget nästan det enda stålverket som kunde producera stål lämpligt till krigsmateriel. Det utsattes särskilt 1941 och 1942 för intensiva japanska flyganfall och led stora men aldrig förödande skador. Liljefors blev 1944 anställd som medlem av den på amerikanskt initiativ bildade kinesiska krigsproduktionskommissionen (The War Production Board). Liljefors återvände till Sverige 1945 och var först i Stockholm och sedan på Värmdö sysselsatt med vetenskapligt författarskap bland annat rörande anrikningsteknik för mineral samt med försöksverksamhet rörande skakbord och transportrännor.
Han var från 1946 gift med Nona Strömwall.